# Madalena Matoso
Madalena Matoso (Lisboa, 1974) é uma autora, ilustradora e designer portuguesa e uma das fundadoras da Editora Planeta Tangerina.

## Percurso
Matoso nasceu em Lisboa e enquanto criança gostava de contos de fadas, dos livros da Miffy, do Snoopy, do Winnie the Pooh, dos livros de Beatrix Potter e dos livros infanto-juvenis de Sophia de Mello Breyner. Foi também em criança que começou a desenhar.
Matoso licenciou-se em Design de Comunicação, pela Faculdade de Belas Artes da Universidade de Lisboa e pós-graduado em design gráfico editorial pela Universidade de Barcelona. Além de ilustradora, Matoso leciona Ilustração na Escola Superior de Educação do Instituto Politécnico de Lisboa.
Conheceu Isabel Minhós Martins e Bernardo Carvalho no liceu e foi com eles e com João Abreu, que conheceu na Faculdade, que em 1999, criou a editora Planeta Tangerina.
Enquanto ilustradora, e no que respeita às técnicas que utiliza, Matoso prefere o trabalho mais manual do desenho e da colagem.

## Obras Seleccionadas
São várias as obras ilustradas por Matoso encontrando-se publicadas em diversos países como seja Portugal, Espanha, França, Itália, Grécia, Alemanha, Inglaterra, Noruega, Polónia, Brasil e Coreia do Sul:

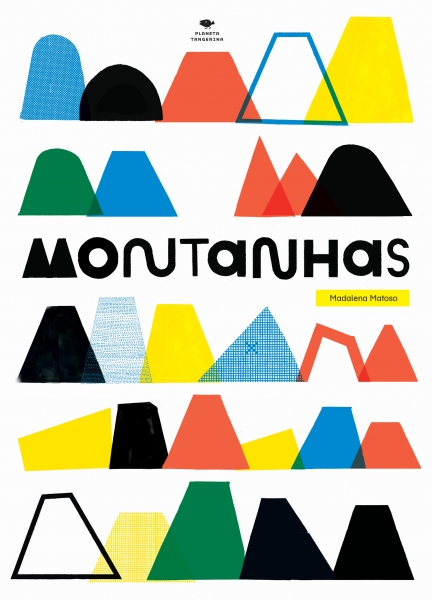
Livro "Montanhas" de Madalena Matoso.

- 2007 - Quando Eu Nasci, ed Planeta Tangerina, ISBN: 9789729941085.
- 2009 - Da girafa à pulga de areia, ed Eterogémeas, ISBN: 9789899554597.
- 2011 - Para Onde Vamos quando Desaparecemos?, ed Planeta Tangerina, ISBN: 9789898145352.
- 2011 - Todos Fazemos Tudo, ed Planeta Tangerina, ISBN: 9789898145383.
- 2012 - O Que Há, ed Planeta Tangerina, ISBN: 9789898145116.
- 2014 - Com o Tempo, ed Planeta Tangerina, ISBN: 9789898145604.
- 2015 - O Dicionário do Menino Andersen, ed Planeta Tangerina, ISBN: 9789898145697.
- 2017 - Cá Dentro, ed Planeta Tangerina, ISBN: 9789898145819.
- 2020 - Para que serve?, ed Planeta Tangerina, ISBN: 9789898145987.

Como autora e ilustradora:
- 2014 - Livro Clap, ed Planeta Tangerina, ISBN: 9789898145635.
- 2015 - Montanhas, ed Planeta Tangerina, ISBN: 9789898145673.
- 2017 - Não é Nada Difícil – O Livro dos Labirintos, ed Planeta Tangerina, ISBN: 9789898145833.

## Prémios e Reconhecimentos
Matoso tem o seu trabalho reconhecido através de alguns prémios e menções:
- Menções especiais no âmbito do Prémio Nacional de Ilustração (anos 2006, 2007, 2009 e 2014)
- 2008 - Prémio Nacional de Ilustração pelo livro Charada da Bicharada;
- 2008 - Prémio Ilustração de Livro Infantil Festival de BD;
- 2011 - Prémio Ilustração de Livro Infantil Festival de BD;
- 2015 - Prémio Autor SPA/Livro infanto-juvenil;
- 2018 - Prémio Nacional de Ilustração pelo livro Não é Nada Difícil – O Livro dos Labirintos;
- 2018 - Menção Honrosa na Feira de Direitos de Nova Iorque, na categoria “Children’s Picture Books”, pelo livro Não é Nada Difícil – O Livro dos Labirintos;
- 2018 - Menção especial do júri na Feira de Bolonha, na categoria Arte, Arquitetura e Design, pelo livro Montanhas;
- 2028 - O livro Não é Nada Difícil – O Livro dos Labirintos integrou a lista das 30 melhores obras visuais e de ilustração de todo o mundo;
- 2020 - uma das ilustradoras do livro Tipos Curiosos. Pequena História das Letras que assinalou os 250 anos da Imprensa Nacional;
- 2021 -  O livro Para que serve? foi considerado uma das melhores obras de literatura para crianças e jovens pela Biblioteca Internacional da Juventude de Munique[9];
- 2022 - Menção especial do júri na Feira de Bolonha, na categoria Não Ficção, pelo livro Para que serve?;
- 2023 - Grande Prémio da Bienal de Ilustração de Guimarães (BIG);
- 2023 - Convidada nacional da Festa da Ilustração do município de Setúbal.[10]